# Harpactus elegans
Harpactus elegans é uma espécie de insetos himenópteros, mais especificamente de vespas pertencente à família Crabronidae.
A autoridade científica da espécie é Lepeletier, tendo sido descrita no ano de 1832.
Trata-se de uma espécie presente no território português.